# Serra de Cererols
La Serra de Cererols és una serra situada al municipi de Rubió a la comarca de l'Anoia, amb una elevació màxima de 753 metres. Forma part de la Serra de Rubió.